# Senare Shu
Senare Shu (后蜀, Hòu Shǔ) var ett av de tio kungadömena i Kina under tiden för De fem dynastierna och De tio rikena. Riket grundades av Meng Zhixiang. Under Senare Tang fick Meng Zhixiang år 925 titeln militärguvernör, och år 934 etablerade han riket Senare Shu med Chengdu som huvudstad. Rikets territorium var samma som för Tidigare Shu, dvs motsvarnde dagens Sichuan och delar av södra Gansu, Shaanxi och västra Hubei. År 965 blev riket invaderat av Songdynastin.